# Villiers (Métro Paris)

Bau des U-Bahnhofs im Jahr 1902: links die Station der Linie 2, rechts die bereits vertiefte Grube der künftigen Station der Linie 3

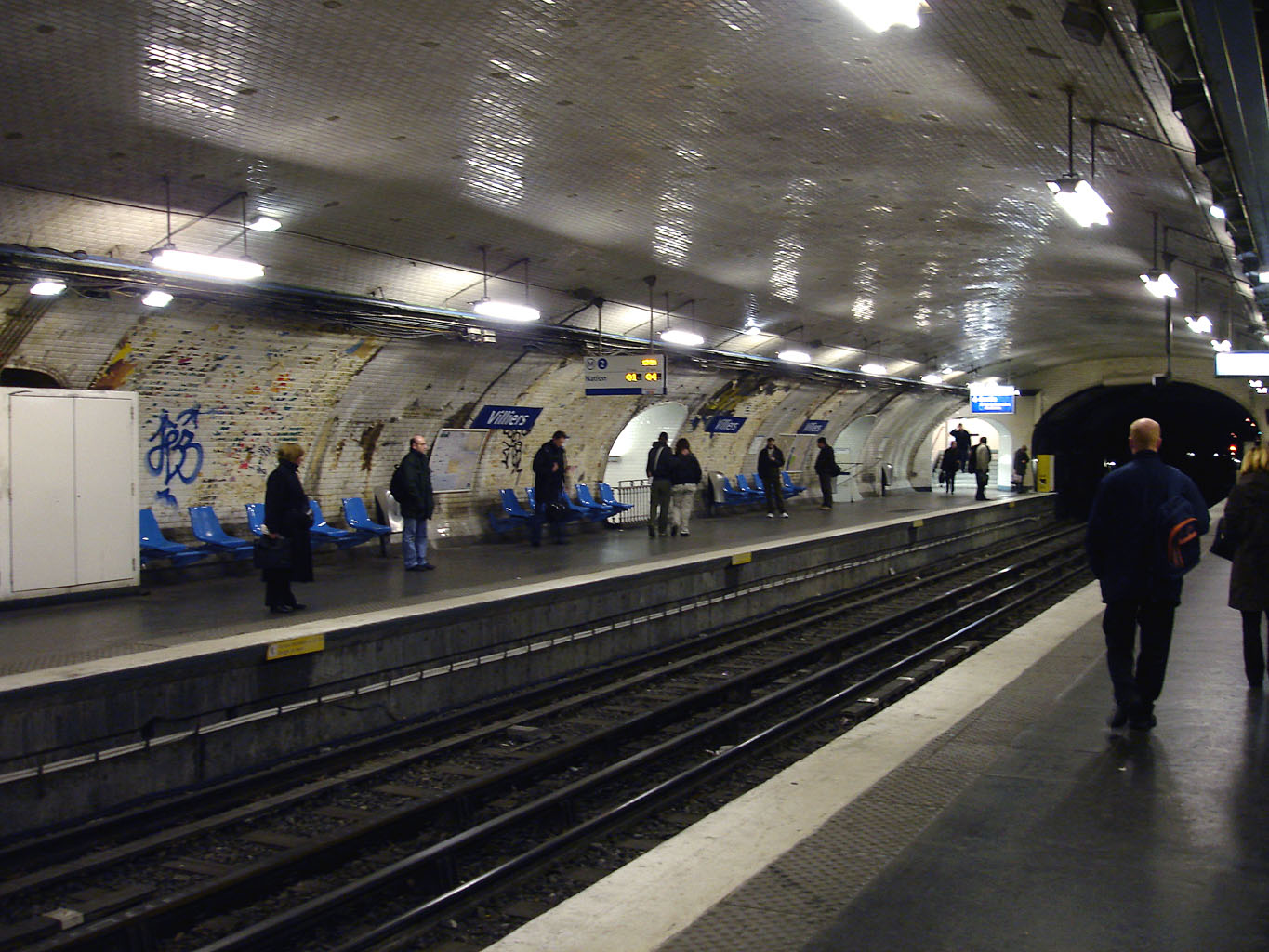
Die Station der Linie 2 vor der Renovierung, 2008

Villiers [vilje] ist ein unterirdischer Umsteigebahnhof der Pariser Métro. Er wird von den Linien 2 und 3 bedient.

## Lage
Der U-Bahnhof befindet sich an der Grenze des Quartier de l’Europe im 8. Arrondissement mit dem Quartier de la Plaine-de-Monceaux des 17. Arrondissements von Paris. Die Stationen beider Linien liegen parallel zueinander längs unter dem Boulevard de Courcelles zwischen der Avenue de Villiers und dem Boulevard Malesherbes.

## Name
Der U-Bahnhof trägt seinen Namen nach der nahen Avenue de Villiers. Das Dorf Villiers wurde 1860 nach Paris eingemeindet.

## Geschichte

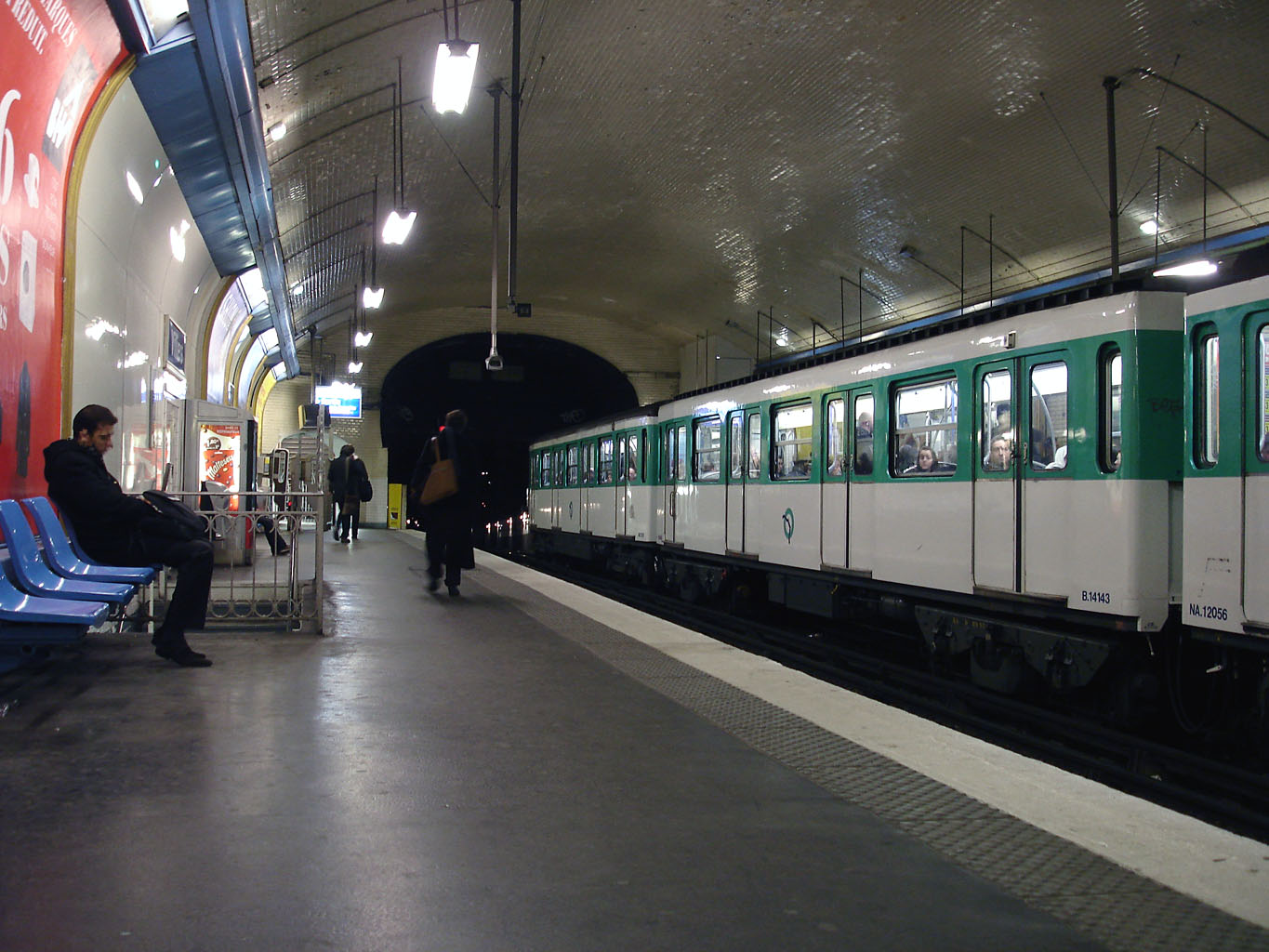
Die Station der Linie 3 ist ungewöhnlich hoch, 2010

Nachdem am 7. Oktober 1902 die erste Verlängerung der Linie 2 Nord von Étoile (seit 1970: Charles de Gaulle – Étoile) nach Anvers in Betrieb genommen worden war, folgte die Eröffnung der an ihm befindlichen Station am 21. Januar 1903, zunächst unter dem Namen „Avenue de Villiers“. Am 14. Oktober 1907 entfiel der Zusatz „Nord“, die Linie trägt seitdem nur noch die Nummer 2.
Die Station der Linie 3 wurde am 19. Oktober 1904 eröffnet. Zunächst war geplant gewesen, die Züge von dort weiter über die Strecken der Linien 2 Nord und 1 bis Porte Maillot zu führen. Daher wurde sie in gleicher Höhenlage neben der Station der Linie 2 errichtet. Noch während der Bauarbeiten wurde die Planung geändert, da man die Strecken fortan linienrein betreiben wollte. Um bei einer späteren Verlängerung die Linie 2 unterfahren zu können, wurden die Gleise und Bahnsteige tiefergelegt, wodurch eine ungewöhnlich hohe Halle entstand. Westlich davon, unter dem Parc Monceau, wurde eine unterirdische Endschleife (→ Endschleifen der Métro Paris) gebaut, die nicht mehr existiert.
Fünfeinhalb Jahre lang blieb die Station westlicher Endpunkt der Linie 3. Am 23. Mai 1910 wurde die Linie um drei Stationen bis Pereire verlängert, Villiers somit auch an dieser Linie zum Durchgangsbahnhof.
Im Jahr 2009 wurden Fliesen und Beleuchtung erneuert.

## Beschreibung

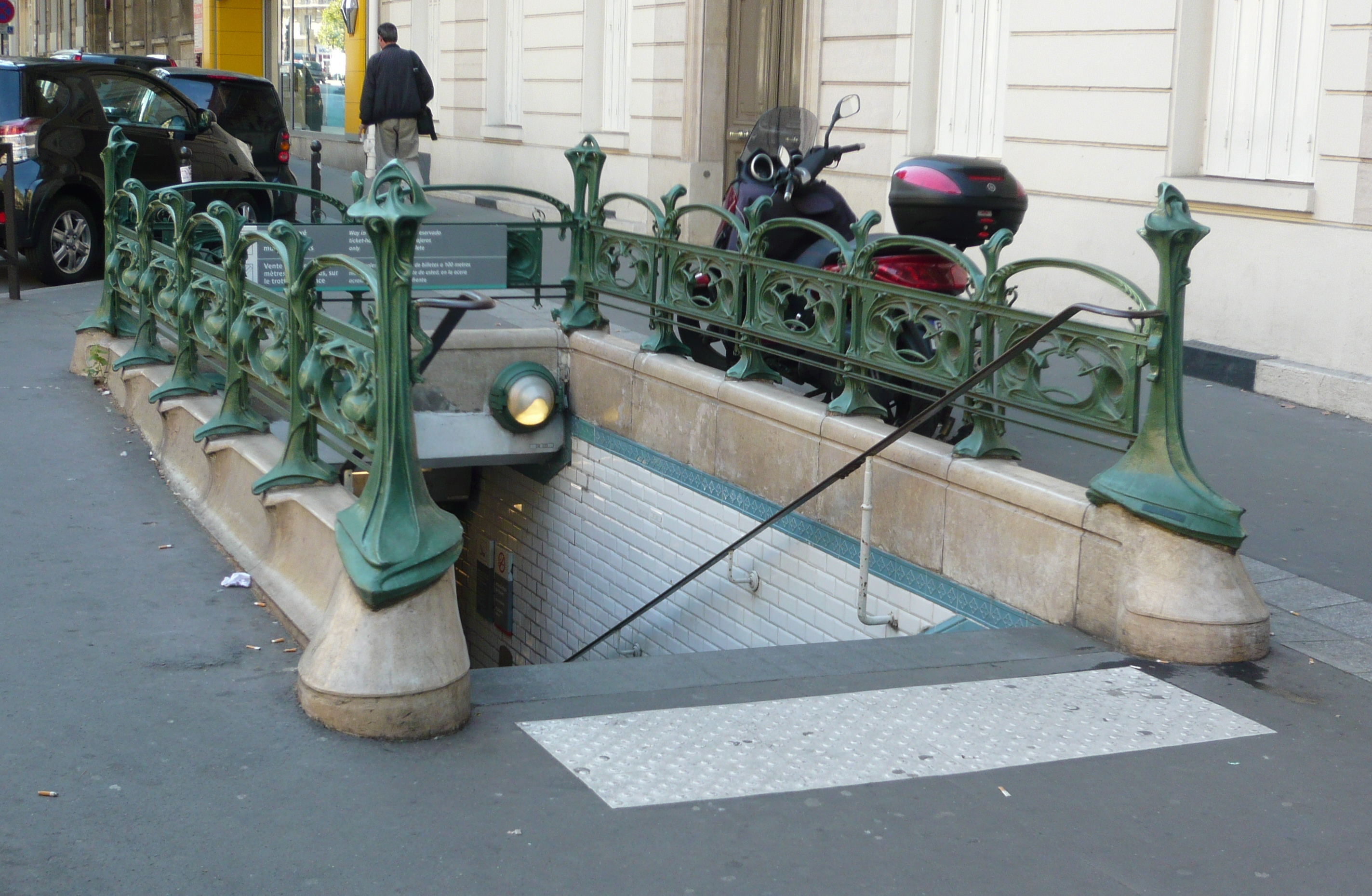
Von Hector Guimard gestalteter Zugang

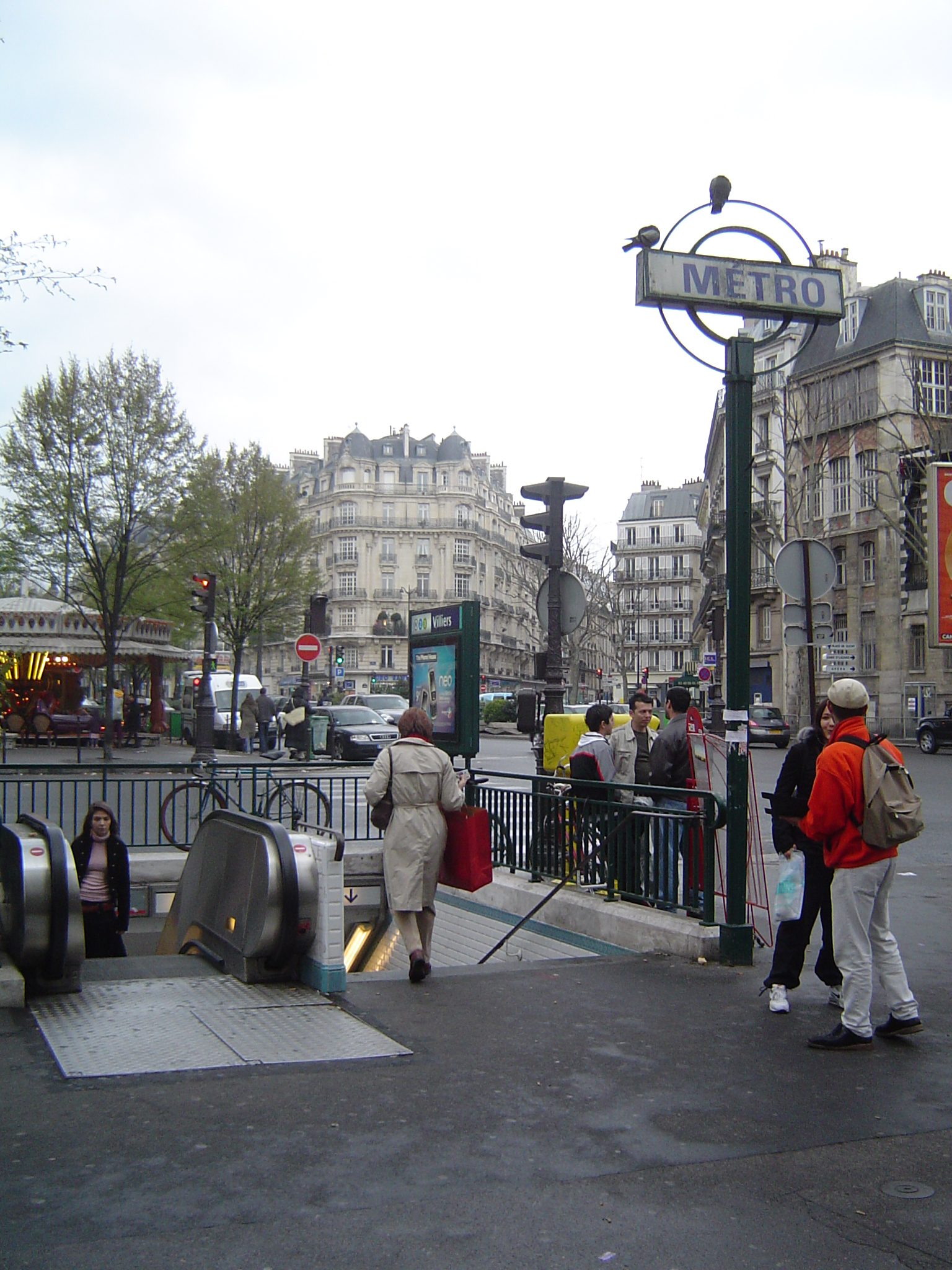
Zugang mit mittlerweile abgebautem Mast des Typs „Rundfunkantenne“, 2006

Die Linie 2 folgt dem von Ost nach West verlaufenden Boulevard de Courcelles. Von Südosten her aus der Rue de Constantiople kommend biegt die Linie 3 in ihn ein und verlässt ihn unter dem Boulevard Malesherbes wieder in nordwestlicher Richtung.
Die Stationen beider Linien sind jeweils 75 m lang. Sie liegen unter dem Boulevard de Courcelles parallel nebeneinander, die der Linie 3 südlich der Station der Linie 2. Die Bahnsteige der Linie 3 sind, bei gleichem Deckenniveau, etwas tiefer angelegt, da jene westlich der Bahnhofsanlage die Strecke der Linie 2 unterfährt. Beide Stationen weisen elliptische Deckengewölbe und Seitenbahnsteige an zwei parallelen Streckengleisen auf. Decken und Wände sind weiß gefliest, die Seitenwände der Station der Linie 2 folgen der Krümmung der Ellipse.
Die Station hat zwei Zugänge, davon einen an der Kreuzung des Boulevard de Courcelles mit dem Straßenzug Boulevard Malesherbes – Avenue de Villiers. Er ist durch einen Mast markiert, der ein gelbes „M“ in einem Doppelkreis trägt und nach 2006 einen Mast des Typs „Rundfunksender“ ersetzte. Der zweite Zugang auf der Südseite des Boulevard de Courcelles wurde von Hector Guimard gestaltet, er steht unter Denkmalschutz. Zudem existiert ein zusätzlicher Ausgang mit einer Rolltreppe.

## Fahrzeuge

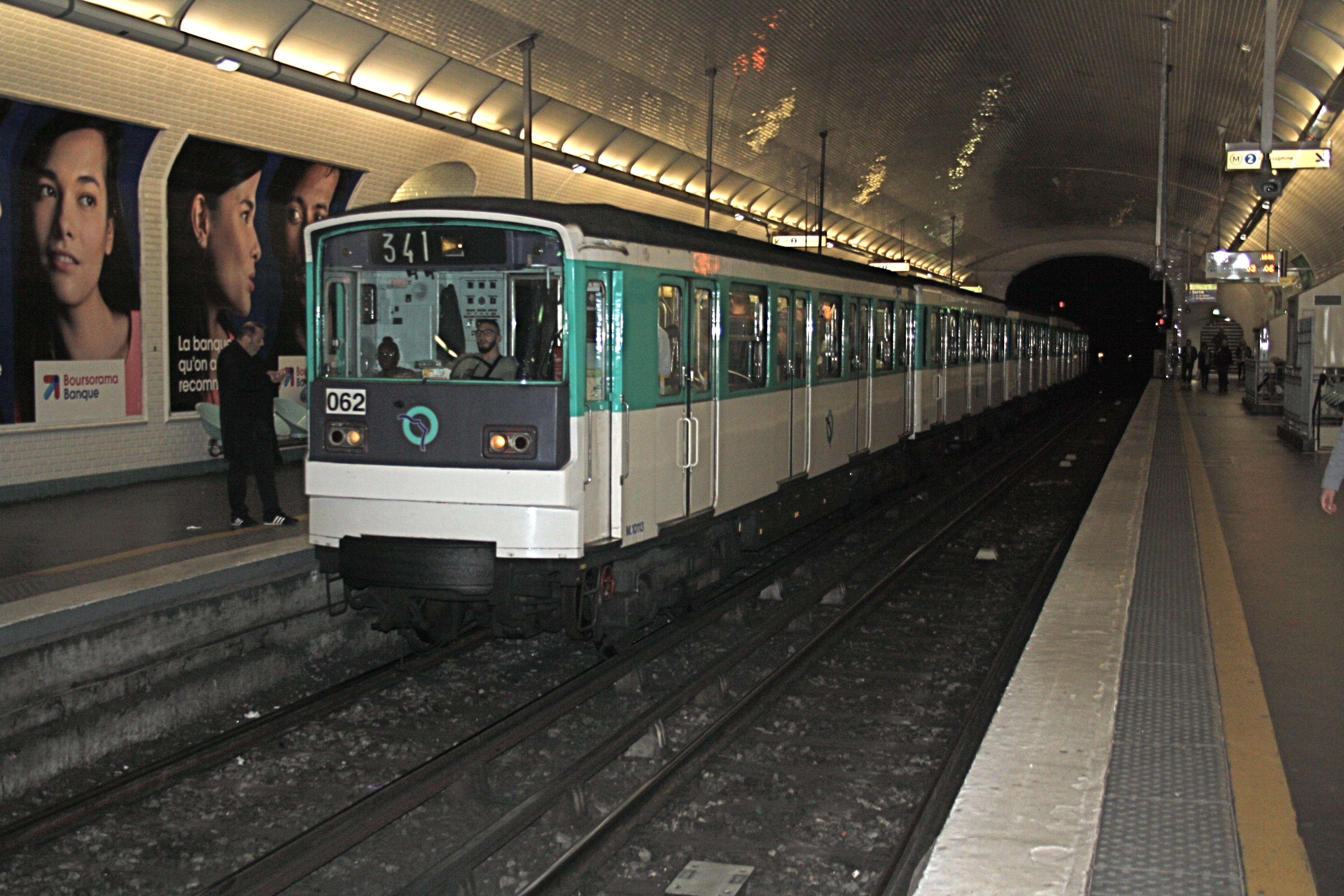
Zug der Baureihe MF 67 in der Station der Linie 3

Zunächst hatten auf der Linie 2 Nord Züge verkehrt, die aus zweiachsigen Fahrzeugen gebildet wurden. Von 1914 bis 1981 wurde die Linie 2 von Zügen der Bauart Sprague-Thomson befahren. Da sie mittelfristig nicht auf gummibereifte Fahrzeuge umgestellt werden sollte, kam ab 1979 die Baureihe MF 67 auf die Strecke, die ihre Vorgänger innerhalb von zwei Jahren vollständig ablöste. Seit 2008 kommen Serienfahrzeuge der Baureihe MF 01, mittlerweile ausschließlich, in der Station der Linie 2 zum Einsatz.
Auf der Linie 3 verkehrten von Anfang an die ersten Fahrzeuge der Métro mit Drehgestellen. Sie war auch die erste Linie der Métro, die zwischen Juli 1968 und April 1971 das neue Wagenmaterial des Typs MF 67 erhielt. Die zwischen 2005 und 2008 renovierten Züge sind dort im Jahr 2020 nach wie vor im Einsatz, ab 2028 sollen sie von Fahrzeugen der Baureihe MF 19 abgelöst werden.

## Sonstiges
In unmittelbarer Nähe des Bahnhofs liegt das Musée Cernuschi.